# Arnaville
Arnaville és un municipi francès situat al departament de Meurthe i Mosel·la i a la regió del Gran Est. L'any 2007 tenia 583 habitants.

## Demografia

### Població
El 2007 la població de fet d'Arnaville era de 583 persones. Hi havia 243 famílies, de les quals 66 eren unipersonals (27 homes vivint sols i 39 dones vivint soles), 67 parelles sense fills, 94 parelles amb fills i 16 famílies monoparentals amb fills.
La població ha evolucionat segons el següent gràfic:
Habitants censats

### Habitatges
El 2007 hi havia 273 habitatges, 242 eren l'habitatge principal de la família, 11 eren segones residències i 20 estaven desocupats. 243 eren cases i 30 eren apartaments. Dels 242 habitatges principals, 197 estaven ocupats pels seus propietaris, 34 estaven llogats i ocupats pels llogaters i 11 estaven cedits a títol gratuït; 1 tenia una cambra, 11 en tenien dues, 32 en tenien tres, 57 en tenien quatre i 141 en tenien cinc o més. 160 habitatges disposaven pel capbaix d'una plaça de pàrquing. A 109 habitatges hi havia un automòbil i a 102 n'hi havia dos o més.

### Piràmide de població
La piràmide de població per edats i sexe el 2009 era:
| Homes | Edats   | Dones |
| ----- | ------- | ----- |
| 4     | 95 o +  | 4     |
| 0     | 90 a 94 | 0     |
| 4     | 85 a 89 | 4     |
| 0     | 80 a 84 | 8     |
| 8     | 75 a 79 | 4     |
| 12    | 70 a 74 | 24    |
| 12    | 65 a 69 | 12    |
| 12    | 60 a 64 | 4     |
| 12    | 55 a 59 | 20    |
| 16    | 50 a 54 | 20    |
| 40    | 45 a 49 | 20    |
| 32    | 40 a 44 | 12    |
| 20    | 35 a 39 | 36    |
| 12    | 30 a 34 | 20    |
| 16    | 25 a 29 | 32    |
| 4     | 20 a 24 | 24    |
| 28    | 15 a 19 | 12    |
| 32    | 10 a 14 | 16    |
| 20    | 5 a 9   | 16    |
| 12    | 0 a 4   | 16    |

## Economia
El 2007 la població en edat de treballar era de 393 persones, 300 eren actives i 93 eren inactives. De les 300 persones actives 282 estaven ocupades (155 homes i 127 dones) i 18 estaven aturades (8 homes i 10 dones). De les 93 persones inactives 33 estaven jubilades, 31 estaven estudiant i 29 estaven classificades com a «altres inactius».

### Ingressos
El 2009 a Arnaville hi havia 246 unitats fiscals que integraven 618,5 persones, la mediana anual d'ingressos fiscals per persona era de 19.580 €.

### Activitats econòmiques
Dels 26 establiments que hi havia el 2007, 1 era d'una empresa alimentària, 1 d'una empresa de fabricació d'altres productes industrials, 7 d'empreses de construcció, 7 d'empreses de comerç i reparació d'automòbils, 1 d'una empresa d'hostatgeria i restauració, 1 d'una empresa immobiliària, 5 d'empreses de serveis, 1 d'una entitat de l'administració pública i 2 d'empreses classificades com a «altres activitats de serveis».
Dels 8 establiments de servei als particulars que hi havia el 2009, 1 era una fusteria, 2 lampisteries, 3 electricistes, 1 restaurant i 1 agència immobiliària.
L'únic establiment comercial que hi havia el 2009 era una llibreria.
L'any 2000 a Arnaville hi havia 4 explotacions agrícoles.

## Equipaments sanitaris i escolars
El 2009 hi havia una escola elemental.

## Poblacions més properes
El següent diagrama mostra les poblacions més properes.